# クリッシー・リン
クリッシー・リン（Krissy Lynn、1984年12月14日 - ）はアメリカ合衆国ソルトレイクシティ生まれのポルノ女優。

## 経歴
クリッシー・リンは2007年、23歳のときに『アイ・ラヴ・ビッグ・トイズ 19』(I Love Big Toys 19)でデビューした。それ以来50本以上の作品に出演している。
クリッシーは、ハスラー、ノーティー・アメリカ、デジタル・シン、ジュール・ジョーダン・ビデオ、エヴィル・エンジェルを含む様々なアダルトプロダクション・スタジオで活動してきており、シャイラ・スタイルズ、ケリー・ディヴァイン、トーリ・ブラックといった色々なポルノ女優と共演してきている。

## 受賞
- 2011年：AVNアワード － Best Three-Way Sex Scene - The Condemned[2]

## エピソード
ゲーム「フェアリーテイル・ファイツ」の宣伝のため、クリッシーは赤ずきんの扮装をして、アンディー・サン・ディマス、ロン・ジェレミーと共にビデオに出演した。